# Dolophrades terrenus
Dolophrades terrenus är en skalbaggsart som beskrevs av Bates 1884. Dolophrades terrenus ingår i släktet Dolophrades och familjen långhorningar. Inga underarter finns listade i Catalogue of Life.